# Thurø
Thurø est une île du Danemark situé au sud de la ville de Svendborg.
Avant la construction d'un pont reliant l'île et Svendborg, en 1934-35, al liaison se faisait au moyen d'un bac électrique.